# عدهان
عدهان منطقة عراقية في جنوب غرب قضاء السلمان في محافظة المثنى بصحراء الحجرة بالبادية العراقية في جنوب غرب العراق، فيها بئر عدهان غزيرة أقرب للعذوبة ذات مرارة قليلة عمقها مئة متر حفرها الجاسب من الشلكان سنة 1931 م.
| الموقع  | البعد كيلومتراً |
| الصفاوي | 42 شمالاً       |
| عيدها   | 5 جنوباً        |
| السلمان | 172 شمال الشرق |
| اللعاعة | 41 شمالاً       |